# Ozyptila
Ozyptila este un gen de păianjeni din familia Thomisidae.

## Specii[1]
- Ozyptila aculeipes
- Ozyptila aculipalpa
- Ozyptila americana
- Ozyptila amkhasensis
- Ozyptila ankarensis
- Ozyptila annulipes
- Ozyptila arctica
- Ozyptila aspex
- Ozyptila atlantica
- Ozyptila atomaria
- Ozyptila barbara
- Ozyptila beaufortensis
- Ozyptila bejarana
- Ozyptila bicuspis
- Ozyptila brevipes
- Ozyptila caenosa
- Ozyptila callitys
- Ozyptila chandosiensis
- Ozyptila claveata
- Ozyptila clavidorsa
- Ozyptila clavigera
- Ozyptila confluens
- Ozyptila conostyla
- Ozyptila conspurcata
- Ozyptila creola
- Ozyptila curvata
- Ozyptila danubiana
- Ozyptila distans
- Ozyptila elegans
- Ozyptila flava
- Ozyptila formosa
- Ozyptila fukushimai
- Ozyptila furcula
- Ozyptila fusca
- Ozyptila gasanensis
- Ozyptila georgiana
- Ozyptila gertschi
- Ozyptila geumoensis
- Ozyptila grisea
- Ozyptila hardyi
- Ozyptila heterophthalma
- Ozyptila inaequalis
- Ozyptila inglesi
- Ozyptila jabalpurensis
- Ozyptila jeholensis
- Ozyptila judaea
- Ozyptila kaszabi
- Ozyptila khasi
- Ozyptila ladina
- Ozyptila laevis
- Ozyptila leprieuri
- Ozyptila lugubris
- Ozyptila lutosa
- Ozyptila maculosa
- Ozyptila makidica
- Ozyptila manii
- Ozyptila maratha
- Ozyptila matsumotoi
- Ozyptila metschensis
- Ozyptila mingrelica
- Ozyptila monroensis
- Ozyptila nigristerna
- Ozyptila nipponica
- Ozyptila nongae
- Ozyptila numida
- Ozyptila omega
- Ozyptila orientalis
- Ozyptila pacifica
- Ozyptila panganica
- Ozyptila parvimana
- Ozyptila patellibidens
- Ozyptila pauxilla
- Ozyptila perplexa
- Ozyptila praticola
- Ozyptila pullata
- Ozyptila rauda
- Ozyptila reenae
- Ozyptila rigida
- Ozyptila sakhalinensis
- Ozyptila sanctuaria
- Ozyptila scabricula
- Ozyptila secreta
- Ozyptila sedotmikha
- Ozyptila shuangqiaoensis
- Ozyptila simplex
- Ozyptila sincera
- Ozyptila spinosissima
- Ozyptila spirembola
- Ozyptila strandi
- Ozyptila tenerifensis
- Ozyptila theobaldi
- Ozyptila tricoloripes
- Ozyptila trux
- Ozyptila umbraculorum
- Ozyptila utotchkini
- Ozyptila varica
- Ozyptila westringi
- Ozyptila wuchangensis
- Ozyptila yosemitica